# Challengers Baseball Club Zürich
Der Challengers Baseball Club Zürich (abgekürzt CBCZ) ist ein in der Stadt Zürich beheimateter Verein der Swiss Baseball and Softball Federation (SBSF). Der Verein wurde am 5. Dezember 1980 offiziell als erster Baseballverein der Schweiz gegründet. Er spielt seit 1982 in der obersten Schweizer Liga, der NLA.

## Titel
- Schweizer Meister Baseball: (10) 1982, 1983, 1986, 1998, 1999, 2000, 2002, 2004, 2018, 2023
- Schweizer Meister Softball: (2) 2006, 2021[1]
- Schweizer Cupsieger Baseball: (2) 2004, 2007

Die Titel der zweiten Mannschaft:
Schweizer Meister 1. Liga 1992, 1996, 2006
Schweizer Meister NLB 1993, 1995, 2002, 2018
Die Titel der Cadets:
Schweizer Meister 1989, 1997, 2007, 2008, 2009, 2023
Die Titel der Juveniles:
Schweizer Meister 2016, 2018, 2019

## Bekannte Spieler
- Tobias Siegrist (seit 1999)
- Thomas Landis (1992–2010)
- Vladi Pusec (1984–1990)
- Werner Zingg (1984–1994)
- Enrico Zingg (1984–1994)
- Adris Linares (1992–1995)

## Mitglieder der SBSF Hall of Fame
- 2017 Werner Zingg
- 2017 Enrico Zingg
- 2017 Vladimir Pusec
- 2017 Thomas Landis
- 2018 Anubis Benitez
- 2018 Jose Valdez
- 2019 Adris Linares
- 2022 Ueli Von Burg
- 2022 Wayne Testino
- 2023 Peter Rothenhäusler

## Nicht mehr vergebene Uniformnummern
- 1 Marianne Blickenstorfer
- 8 Danny Spiegelberg
- 34 Thomas Landis
- 41 Werner Zingg
- 42 Chris Palatinus
- 44 Enrico Zingg

## International
Die Challengers haben bereits an folgenden Europacup-Veranstaltungen teilgenommen:
- Paris (FRA) 1993
- Wien (AUT) 1995 und 1997
- Köln (DEU) 1998
- Braschaat (BEL) 1999
- Skofja Loka (SLO) 2000
- Stockholm (SWE) 2001
- Sopron (HUN) 2002
- Leksand (SWE) 2003
- Karlovac (CRO) 2005
- Belgrad (SRB) 2006
- Brest (BLR) 2008
- Braschaat (BEL) 2014
- Brno (CZE) 2019
- Bratislava (SVK) 2023
- Varaždin (CRO) 2024